# Etienne Leroux
Etienne Leroux, een pseudoniem van Stephanus Petrus Daniël le Roux, (Oudtshoorn, 13 juni 1922 – Bloemfontein, 30 december 1989) was een Zuid-Afrikaanse schrijver van romans en ander proza.

## Biografie
Geboren als zoon van een Zuid-Afrikaans minister van landbouw en petekind van Cornelis Jacob Langenhoven, studeerde hij rechten aan de Universiteit van Stellenbosch. Hij werkte vervolgens korte tijd in een advocatenkantoor in Bloemfontein. Vanaf 1946 leefde hij als landbouwer en schrijver op zijn boerderij Ja-Nee in het Koffiefontein district. In 1948 trouwde Etienne. Uit dit huwelijk werden drie kinderen geboren van wie een later de boerderij overneemt. In 1954 verbleef hij een paar maanden in Parijs waar hij onder meer de schrijvers Jan Rabie, André Brink en Bartho Smit leerde kennen. Zijn schrijversvoornaam Etienne verwijst naar zijn Franse hugenoten voorouders. De naam is ook een hommage aan Stéphane Mallarmé, pseudoniem van Étienne Mallarmé. In 1969 werd het huwelijk ontbonden en in 1970 trouwde hij met een bekende pianiste.
Voor zijn eerste roman Die eerste lewe van Colet kon hij in Zuid-Afrika geen uitgever vinden. Deze werd in Nederland gedrukt en door uitgeverij Culemborg in Kaapstad gepubliceerd. Hij moest echter zelf garant staan voor de publicatie. Ook na het verschijnen van zijn tweede roman, Hilaria, in 1958 (ook door Culemborg uitgegeven) was er nog weinig belangstelling voor zijn werk. Met de publicatie van Die mugu in 1959 (door dezelfde uitgever) begon de belangstelling voor zijn werk te groeien. Die mugu is het derde en laatste boek van zijn eerste trilogie.
Hij maakte deel uit van de Sestigers, of Beweging van Sestig, een invloedrijk Zuid-Afrikaans schrijverscollectief van schrijvers actief in de jaren zestig opgericht door André Brink en Breyten Breytenbach die zich middels het Afrikaans tegen apartheid verzetten. In 1964 ontving hij de Hertzogprijs in de categorie Proza voor Sewe dae by die Silbersteins.
Sewe dae by die Silbersteins, het eerste boek in zijn Welgevonden-trilogie, verscheen in 1962 en daarmee werd Etienne Leroux in een klap een publieke figuur. Het boek ontketende een literaire storm die ongeveer zeven maanden aanhield. Een ongekende polemiek ontstond in de pers waaraan deelgenomen werd door vooraanstaande schrijvers, academici, onderwijzers, leraren, dominees, scholieren en Jan Alleman. De storm kwam op een hoogtepunt met de toekenning van de Hertzogprijs van 1964 voor deze roman.
In 1967 werd het boek in het Engels vertaald en stuurde de Amerikaanse uitgever de drukproeven aan Graham Greene voor commentaar. Greene was zo onder de indruk dat hij het in The Observer aangewezen heeft als zijn boek van het jaar.
De Hertzogprijs ontving Leroux een tweede maal in 1997 voor Magersfontein, o Magersfontein!. Zijn werk uit 1968, Een vir Azazel is gebaseerd op het Azazel-verhaal. Graham Greene, die hij persoonlijk leerde kennen tijdens een tweede Europese trip in 1968, schreef over zijn werk:

His audience will be the audience that only a good writer can merit, an audience which assembles slowly in ones and twos ... the rumour spreads that here an addition will be found to the literature of our time.

Zijn derde trilogie werd ingeleid met die briefroman 18-44 in 1967. Zijn briefwisseling als 44-jarige man met de dan 18-jarige Ingrid Winterbach, nu een van de belangrijkste schrijfsters in het Afrikaans,en later ook winnaar van de Hertzogprijs, vormt een deel van die roman.
Na een paar jaar stilzwijgen verscheen in 1976 de volgende roman van Leroux, Magersfontein, o Magersfontein!.
Weer barstte een storm los: het boek werd zelfs officieel verboden. In 1979 werd hem, ondanks het verbod, de Hertzogprijs toegekend voor dit boek en weer lokte dit heftige discussies uit. Bij het in ontvangst nemen van de Hertzogprijs vroeg Leroux aan de Zuid-Afrikaanse staat om “de letterkunde te bevrijden”. Hij ging in beroep tegen het verbod. In 1980 werd hij in het gelijk gesteld en werd het verbod tegen het boek opgeheven.